# 曼德拉效應 (電影)
《曼德拉效應》（英語：The Mandela Effect）是一部2019年科幻恐怖片，由David Guy Levy執導和編劇。主演是查理·霍夫海默，飾演一名悲傷的丈夫和父親，他對於大多數人都忘記或不正確記憶的隨機事件十分著迷。
雅莉莎·帕拉狄諾飾演他同樣悲傷的妻子，羅賓·羅德·泰勒飾演他的好友兼姐夫。克拉克·彼得斯飾演主角向他求助的滄桑科學家，Madeleine McGraw飾演他表面上已死的女兒。
《曼德拉效應》於2019年10月23日在Other Worlds電影節上首映，2019年12月6日在美國公映。

## 演員
- 查理·霍夫海默（英语：Charlie Hofheimer） 飾 Brendan
- 雅莉莎·帕拉狄諾 飾 Claire
- 羅賓·羅德·泰勒 飾 Matt
- 克拉克·彼得斯 飾 Dr. Roland Fuchs
- Madeleine McGraw 飾 Sam
- Tim Ransom 飾 Pastor Isaac
- 托勒密·史羅康（英语：Ptolemy Slocum） 飾 Manning
- 威尼·沃特森-約翰遜（英语：Vernee Watson-Johnson） 飾 Nadine
- Elena Campbell-Martinez 飾 Ms. Garcia
- Steven Daniel Brun 飾 Adam
- Salme Geransar 飾 Nasim Terhani
- Jonah Fuller 飾 Mourner

## 外部連結
- 官方网站
- 互联网电影数据库（IMDb）上《曼德拉效應》的资料（英文）